# Coilodesme bulligera
Espèce
Coilodesme bulligera est une espèce d'algues brunes de la famille des Chordariaceae (ordre des Ectocarpales) selon AlgaeBase (31 oct. 2012), Catalogue of Life (31 oct. 2012), NCBI (31 oct. 2012) et World Register of Marine Species (31 oct. 2012) ou bien de la famille des Laminariaceae (ordre des Laminariales) selon ITIS (31 oct. 2012).

## Liste des sous-taxons
Selon World Register of Marine Species (31 oct. 2012) :
- Coilodesme bulligera f. fucicola Yendo, synonyme de Coilodesme fucicola qui  est le nom accepté.